# Donkey Kong Country
Donkey Kong Country (スーパードンキーコング?, Sūpā Donkī Kongu) è un videogioco per Super Nintendo Entertainment System, sviluppato da Tim Stamper della Rareware e pubblicato dalla Nintendo nel 1994 e anche per Game Boy Advance nel 2003. È anche il primo episodio della serie omonima.

## Modalità di gioco
Il gioco si compone di 7 mondi da esplorare, tutti situati sulla DK's Island. Attraverso svariati livelli si passa da giungle tropicali ad ambienti sottomarini, da miniere abbandonate a mirabolanti caverne ghiacciate.
Il fine ultimo della missione è recuperare le banane rubate dal re K. Rool, capo dei Kremlings, una feroce banda di pirati-coccodrilli. In questa difficile missione è possibile utilizzare Donkey Kong, l'eroe della saga, o Diddy Kong, una piccola bertuccia. Il gioco non può considerarsi completo fino a quando nella schermata iniziale di selezione del blocco in cui si sta giocando (1, 2, 3) compare la scritta 101 affiancata da una stella. Per raggiungere tale numero occorre non solo completare il gioco ma trovare tutti i passaggi segreti (bonus room) nascosti in ogni livello mentre irrilevanti ai fini del completamento sono le lettere che compongono la scritta kong. Quando si trovano tutti i passaggi segreti nascosti in un livello, il nome di quest'ultimo nella schermata della mappa e della strada percorsa viene modificato: il nome è seguito da un punto esclamativo; un nome di un livello senza punto esclamativo indica passaggi segreti ancora non scoperti.

## Sviluppo

Donkey Kong nel primo livello

Donkey Kong Country è stato sviluppato dalla Rareware in stretta collaborazione con la Nintendo, che fornì anche i mezzi hardware per la produzione, i test ed il funzionamento del gioco. Questo episodio della saga introduceva nel settore dei giochi per SNES una particolare tecnica grafica di pre-rendering che permetteva di avere degli oggetti e delle animazioni simil-tridimensionali su una console che lavorava solamente con immagini bidimensionali. In seguito ai vari colloqui tenutosi tra l'allora direttore di Nintendo, Hiroshi Yamauchi, e l'affiliato Genyo Takeda;  la Rare fu comprata al 49%  e lavorò alla prima versione del titolo che fu poi corretta da Nintendo stessa per ridurne le difficoltà in quanto era pensato per essere un gioco rivolto ad un vasto pubblico.
Siccome il capitolo avrebbe dovuto sfruttare uno stile realista mai raggiunto prima in un software per Super Nintendo, per via del salvataggio di un modello 3D in uno 2D a bassa risoluzione, si cercò di avvicinarsi ad una serie di moti ed animazioni anch'essi realistici, come ad esempio i colpi delle mani al suolo proposti da Shigeru Miyamoto, creatore sia di Mario che di Donkey Kong. Per tale ragione Rare si diresse allo zoo di Norton Juxta Twycross, nel Leicestershire, per poter studiare i movimenti dei veri gorilla; sfortunatamente si meravigliò nello scoprire che erano troppo lenti per un videogioco veloce come quello in fase di ampliamento.
Successivamente fu elaborato il nuovo modello tridimensionale di Donkey Kong, al quale gli fu aggiunta per la seconda volta la sua celebre cravatta rossa (la prima in Donkey Kong per Game Boy), mentre invece Diddy Kong subì varie modifiche: inizialmente sarebbe stata una versione moderna di Donkey Kong Jr. con un nuovo stile di abbigliamento. Tuttavia l'idea non fu tollerata da Nintendo che voleva vedere il personaggio in azione con il suo vecchio design; in caso contrario sarebbe stato sostituito da un nuovo personaggio. Rare optò così verso tale ipotesi creando uno scimpanzé con il design da lei proposto e di nome Dinky Kong, per poi essere cambiato in Diddy in seguito ad una consulenza legale.
Donkey Kong Country è ancora oggi ritenuto per essere uno tra i primi capitoli a supportare grafiche prerenderizzate, dopo Killer Instinct e Stardust, ed uno tra i primi a supportare la grafica ACM (Advanced Computer Modelling) che incorporava più dettagli ed animazioni in sprite limitati.

## Personaggi

### Famiglia Kong
- Donkey Kong: protagonista della storia. Burbero e dall'aria nervosa, ma dal cuore d'oro, lotta per scacciare gli invasori dal suo mondo. A differenza di Diddy gode di un'abilità nascosta: può battere le mani sul terreno, e così facendo può trovare caschi di banane o vite nascoste, e persino eliminare nemici sottraendo loro una banana.
- Diddy Kong: amico di Donkey, lo accompagna in questa avventura. È più gracile e molto più agile di Donkey. Può eseguire una capriola multipla, su parecchi nemici adiacenti tra loro.
- Cranky Kong: nonno di Donkey, che sta sempre seduto su di una sedia a dondolo. Dichiara di essere il protagonista del primo Donkey Kong, e che i suoi nipoti sono dei buoni a nulla. Per questo non fa altro che rimproverarli e dare loro consigli per trovare le aree bonus segrete in ogni livello.
- Funky Kong: altro amico di Donkey, gli fa usare il suo barile-razzo per farlo spostare tra i vari mondi. Indossa una bandana e un paio di occhiali da sole.
- Candy Kong: fidanzata di Donkey, gli permette di salvare il gioco. Indossa un body in lycra e manda baci ai personaggi giocabili.

### Animali amici
- Rambi: possente rinoceronte nero dall'aria solenne, indistruttibile e dalla carica inarrestabile. Il suo corno lo rende pericolosissimo agli occhi dei nemici, e può aprire varchi per accedere ai bonus.
- Enguarde: pesce spada dal volto allegro e rassicurante, tra l'altro mai assente nei livelli marini e noto per le sue velocità e forza.
- Winky: timida rana verde-arancio che distrugge i nemici con salti impossibili che le permettono di raggiungere punti altissimi inaccessibili ad un Kong.
- Espresso: struzzo in scarpe da tennis dall'aria sempre assente e disinteressata, ha la peculiarità di non essere in grado di uccidere i nemici ma di evitarli se di dimensioni ridotte, grazie alle sue lunghe leve: essendo struzzo non vola, ma sa planare e anche a lungo tempo, permettendo di accedere a luoghi lontani e irraggiungibili ai Kongs.
- Squaks: pappagallino multicolore dall'aria contenta che fa luce ai Kongs in una caverna posta in un solo livello del gioco: è l'unico animale non cavalcabile e che non si può perdere.

## Seguiti
I primi due seguiti del gioco avevano la grafica simile al primo episodio: nel 1995 esce Donkey Kong Country 2: Diddy's Kong Quest e nel 1996 Donkey Kong Country 3: Dixie Kong's Double Trouble!, per Super Nintendo, che verranno riadattati nel 2004 e nel 2005 per Game Boy Advance. In questi titoli non compare Donkey come protagonista, infatti viene catturato dai Kremlings e il giocatore deve salvarlo.
La trilogia Donkey Kong Land era un porting (in bianco e nero) dei tre giochi su Game Boy. In questi giochi il gameplay era molto simile al primo episodio.
Donkey Kong 64 (chiamato erroneamente Donkey Kong Country 64) era uno spin-off che introduceva il 3D nella serie (fu anche il primo gioco per Nintendo 64 a richiedere un Expansion Pack, incluso inoltre nella prima release del gioco).
Nel 2010 esce il vero seguito della trilogia, Donkey Kong Country Returns, gioco sviluppato da Retro Studios e pubblicato da Nintendo per la console Wii e successivamente per Nintendo 3DS nel 2013. In questo titolo Donkey è nuovamente il protagonista.
Nel 2014 viene pubblicato Donkey Kong Country: Tropical Freeze per Wii U in cui Cranky Kong è uno dei personaggi giocanti.
Nel luglio del 2025 esce Donkey Kong Bananza,primo titolo della saga su Switch 2,che segna il ritorno del personaggio in tre dimensioni.

## Serie animata
Al gioco è ispirata anche la serie televisiva animata Donkey Kong Country del 1996.

## Accoglienza
Donkey Kong Country è stato acclamato dalla critica e viene considerato uno dei migliori giochi della Nintendo: detiene una votazione del 90,44% su GameRankings, 8,5/10 sul sito IGN e riceve i premi di Miglior Gioco, Miglior Coppia, Miglior Animazione da parte della rivista Electronic Gaming Monthly nel 1994. Anche le versioni successive ottengono ottime recensioni: la versione Wii ottiene 87/100 su Metacritic e 87,83% su GameRankings; la versione per Game Boy Advance e Game Boy Color riceve critiche entusiastiche. Tuttavia il gioco ha anche incontrato disapprovazione: alcuni critici lo hanno inserito nella lista dei giochi più sopravvalutati.
È il terzo titolo SNES di maggior successo commerciale dopo Super Mario World e Super Mario All-Stars con più di 9 milioni di copie vendute.